# Kvalspelet till europamästerskapet i volleyboll för damer 1993
Kvalspelet till europamästerskapet i volleyboll för damer 1993 spelades 24 oktober 1992 till 13 juni 1993. I kvalet deltog 20 landslag från CEV:s medlemsförbund som tävlade om fyra platser i mästerskapet. 
Sedan tidigare var värden för EM (Tjeckoslovakien) kvalificerad, liksom de sju bästa lagen från EM 1991 (Ryssland, Nederländerna, Tyskland, Italien, Rumänien, Bulgarien  och Grekland). Sju landslag deltog i kvalet för första gången: Belarus, Estland, Kroatien, Litauen, Lettland, Slovenien och Ukraina.
Kvalspelet innehöll en första runda där åtta landslag deltog. De spelade möten mellan två landslag både hemma och borta och vinnaren av varje möte gick vidare till andra rundan. Den första rundan bestod till stor del av landslag som medverkade för första gången. Den andra rundan bestod av gruppspel med fyra grupper om fyra lag. Vinnaren i varje grupp kvalificerade sig för EM.

## Första rundan
| 24. október  | Lettland  | 3 - 0 | Norge     | 15 - 11 | 15 - 6  | 15 - 2  |  |  | 45 - 19 |  |  |
| 28. november | Norge     | 0 - 3 | Lettland  | 10 - 15 | 9 - 15  | 4 - 15  |  |  | 23 - 45 |  |  |
|              |           |       |           |         |         |         |  |  |         |  |  |
| 24. október  | Luxemburg | 0 - 3 | Slovenien | 7 - 15  | 3 - 15  | 3 - 15  |  |  | 13 - 45 |  |  |
| 28. november | Slovenien | 3 - 0 | Luxemburg | 15 - 4  | 15 - 4  | 15 - 2  |  |  | 45 - 10 |  |  |
|              |           |       |           |         |         |         |  |  |         |  |  |
| 24. október  | Estland   | 0 - 3 | Belarus   | 10 - 15 | 8 - 15  | 10 - 15 |  |  | 28 - 45 |  |  |
| 28. november | Belarus   | 3 - 0 | Estland   | 15 - 9  | 15 - 10 | 15 - 8  |  |  | 45 - 27 |  |  |
|              |           |       |           |         |         |         |  |  |         |  |  |
| 24. október  | Litauen   | 0 - 3 | Ukraina   | 9 - 15  | 9 - 15  | 6 - 15  |  |  | 24 - 45 |  |  |
| 28. november | Ukraina   | 3 - 0 | Litauen   | 15 - 4  | 15 - 3  | 15 - 5  |  |  | 45 - 12 |  |  |

Lettland, Slovenien, Belarus och Ukraina gick vidare till andra rundan.

## Andra rundan[1]

### Grupp 1
| Pos. | Landslag | Matcher | Matcher | Matcher | Set | Set | Bollpoäng | Bollpoäng | +/− | Poäng |
| Pos. | Landslag | S       | V       | F       | V   | F   | V         | F         | +/− | Poäng |
| ---- | -------- | ------- | ------- | ------- | --- | --- | --------- | --------- | --- | ----- |
| 1.   | Belarus  | 6       | 5       | 1       | 16  | 7   | 317       | 237       | +80 | 11    |
| 2.   | Turkiet  | 6       | 4       | 2       | 15  | 8   | 303       | 252       | +51 | 10    |
| 3.   | Spanien  | 6       | 2       | 4       | 8   | 16  | 261       | 326       | −65 | 8     |
| 4.   | Portugal | 6       | 1       | 5       | 9   | 17  | 285       | 351       | −66 | 7     |

### Grupp 2
| Pos. | Landslag  | Matcher | Matcher | Matcher | Set | Set | Bollpoäng | Bollpoäng | +/− | Poäng |
| Pos. | Landslag  | S       | V       | F       | V   | F   | V         | F         | +/− | Poäng |
| ---- | --------- | ------- | ------- | ------- | --- | --- | --------- | --------- | --- | ----- |
| 1.   | Lettland  | 6       | 5       | 1       | 15  | 4   | 264       | 185       | +79 | 11    |
| 2.   | Frankrike | 6       | 5       | 1       | 15  | 5   | 282       | 204       | +78 | 11    |
| 3.   | Ungern    | 6       | 1       | 5       | 8   | 17  | 259       | 356       | −97 | 7     |
| 4.   | Österrike | 6       | 1       | 5       | 5   | 17  | 251       | 311       | −60 | 7     |

### Grupp 3
| Pos. | Landslag | Matcher | Matcher | Matcher | Set | Set | Bollpoäng | Bollpoäng | +/−  | Poäng |
| Pos. | Landslag | S       | V       | F       | V   | F   | V         | F         | +/−  | Poäng |
| ---- | -------- | ------- | ------- | ------- | --- | --- | --------- | --------- | ---- | ----- |
| 1.   | Ukraina  | 6       | 6       | 0       | 18  | 0   | 270       | 83        | +187 | 12    |
| 2.   | Finland  | 6       | 3       | 3       | 11  | 10  | 240       | 245       | −5   | 9     |
| 3.   | Israel   | 6       | 2       | 4       | 7   | 16  | 214       | 302       | −88  | 8     |
| 4.   | Sverige  | 6       | 1       | 5       | 6   | 16  | 206       | 300       | −94  | 7     |

### Grupp 4
| Pos. | Landslag  | Matcher | Matcher | Matcher | Set | Set | Bollpoäng | Bollpoäng | +/−  | Poäng |
| Pos. | Landslag  | S       | V       | F       | V   | F   | V         | F         | +/−  | Poäng |
| ---- | --------- | ------- | ------- | ------- | --- | --- | --------- | --------- | ---- | ----- |
| 1.   | Kroatien  | 6       | 5       | 1       | 15  | 4   | 249       | 170       | +79  | 11    |
| 2.   | Polen     | 6       | 5       | 1       | 15  | 5   | 274       | 222       | +52  | 11    |
| 3.   | Schweiz   | 6       | 2       | 4       | 9   | 14  | 299       | 284       | +15  | 8     |
| 4.   | Slovenien | 6       | 0       | 6       | 2   | 18  | 153       | 299       | −146 | 6     |